# Blue Dragon : Ral Ω Grad
Blue Dragon : Ral Ω Grad (BLUE DRAGON ラルΩグラド, Burū Doragon RaruΩGurado) est un manga écrit par Tsuneo Takano et dessiné par Takeshi Obata. Il a été prépublié dans le magazine Weekly Shōnen Jump entre décembre 2006 et juillet 2007, et a été compilé en un total de quatre tomes. En France, il est édité en intégralité par Kana.
Il est inspiré du jeu vidéo Blue Dragon sorti sur Xbox 360, même si l'histoire se passe dans un univers différent.
Il met en scène Ral, un jeune homme hanté par un Kage nommé Grad.

## Résumé
Dans le monde de la Lumière, les hommes sont menacés par les Kages, monstres maléfiques venant du monde des Ténèbres qui parasitent le corps des humains. Une guerre sans merci est menée par la reine Obscuria, reine des Kages, contre les humains. C'est dans ce contexte guerrier que naît Ral, fils du roi de Supherite. Dès sa naissance, il partage son corps avec un Kage légendaire prénommé Grad aussi connu sous le nom de Delire Monster Blue Dragon qui, au lieu de le parasiter comme le font ses congénères, choisit d'entrer en symbiose avec lui : ils deviennent des « friends ». Malheureusement pour Ral, le fait de posséder un Kage fait de lui une menace et il est enfermé pendant 18 ans dans une cage sans lumière. Lui et son Kage se font alors le serment de se venger de celui qui les ont enfermés : son propre père qui va vite fait être pardonné et d'Obscuria qui elle ne le sera pas. Pendant ces 18 années, leur évolution est suivie par Mio, une jeune femme possédant une exceptionnelle connaissance des Kages. La jeune femme comprend vite qu'ils possèdent un énorme potentiel et propose au roi de les faire libérer, pensant qu'eux seuls peuvent les sauver de l'invasion de Kages qui menace le royaume.
Commence alors pour Ral, Grad et Mio une grande épopée durant laquelle ils rencontreront d'autres humains coopérant avec leur Kages et combattront avec eux jusqu'à atteindre leur but : tuer la reine Obscuria et rétablir la séparation entre les mondes des Ténèbres et de la Lumière.

## Personnages principaux
- Ral : Jeune homme qui renferme dans son corps un Kage du nom de Grad avec lequel il entre en symbiose : la fusion « friends ». Il décide de combattre les Kages maléfiques afin de protéger la gent féminine dont le corps le fascine.
- Grad : Le légendaire Delire Monster Blue Dragon, un Kage (« ombre » en japonais) qui vit dans le corps de Ral et qui désire plus que tout retourner dans le monde des Ténèbres. Dans ce but, il se lie à Ral par la promesse de retourner dans le monde des ténèbres en tuant la reine Obscuria.
- Mio : Depuis son enfance, elle est chargée de l'éducation de Ral. Elle se lie d'une forte amitié avec le garçon et possède des connaissances incroyables sur les Kages qui les aideront beaucoup au cours de leur voyage. Sa poitrine intrigue et fascine Ral dès sa sortie de sa cage.
- Reine Obscuria : Appelée Lady Bira par les Kages qui la vénèrent, elle se passionne pour la beauté et entretient la sienne en aspirant la salive des humaines les plus belles qu'elle envoie chercher par ses subalternes.
- Aïa, une jeune fille captive en même temps que Ral et Kurukuru, un Kage excellant dans l'espionnage et adorant qu'on tire sa langue.
- Kafka, un chevalier « dompteur de fleurs » et Lise, un Kage protecteur ; ils sont une des rares alliances entre un humain et un Kage végétal.
- Sunsu, un jeune garçon qui combat avec Ral dans le but de sauver sa sœur, prisonnière des Kages, avec Gensui, un minuscule Kage respirant sous l'eau.
- Ganette, le guerrier invincible et son Kage, Gaila, le Sur-Monstre White Tiger qui parasite diverses âmes courageuses depuis des années pour arriver à tuer Obscuria. Ganette combat donc pour sauver sa peau puisque si Gaila le considère comme incapable de vaincre la reine, il se fera dévorer.
- Yaya, une fillette manipulée par Obscuria, habitée par Collie le Red Phoenix, une Kage immortelle.

## Les Kages
Les Kages sont des êtres du monde des Ténèbres. Depuis que ce monde n'existe plus, ils vivent dans le monde de la Lumière, parasitant les êtres de ce monde pour se manifester, ou dévorant les êtres vivants pour devenir plus puissants et autonomes.
Lorsqu'un Kage mange un autre Kage, il acquiert une partie de sa force, de son savoir et de ses pouvoirs. Son apparence physique peut changer elle aussi. Un Kage peut posséder plusieurs formes s'il a mangé assez de Kages différents.
Ils peuvent aussi manger des êtres humains ou des animaux, cela joue aussi sur leurs capacités, leur apparence et leur intelligence.
Il existe trois types de Kage, plus un quatrième bien plus rare :
- Les Firsts : De type parasite, ils vivent dans l'ombre d'un être (en général, un être vivant suffisamment intelligent, mais n'importe quoi possédant une ombre peut en théorie héberger un Kage). Ils ne se manifestent qu'avec l'aval de l'hôte.
- Les Seconds : Aussi de type parasite, on les appelle aussi les « dévoreurs » car ils dévorent leur hôte de l'intérieur afin de s'en approprier le corps et l'âme. Ils ont la capacité de basculer comme bon leur semble de leur apparence humaine à leur apparence de Kage et vice-versa.
- Les Thirds : « Ceux qui prolifèrent ». Ils ne dépendent d'aucun hôte, ils sont libres de se mouvoir sous leur forme de Kage. Ce sont les plus courant.
- Les Friends (ou Fusion Spéciale) : Plus ou moins la même chose qu'un First, si ce n'est que l'hôte peut tirer de la force et des pouvoirs du Kage qu'il héberge afin de se transformer partiellement pour en tirer ses attitudes.

Il n'existe que cinq Kages qui ont la capacité d'accomplir la fusion spéciale. Grad et Gaila en font partie.

## Manga
Blue Dragon : Ral Ω Grad est scénarisé par Tsuneo Takano et dessiné par Takeshi Obata. La série est prépubliée du 4 décembre 2006 au 9 juillet 2007 dans le magazine Weekly Shōnen Jump,. L'éditeur Shūeisha publie les chapitres en tankōbon avec un premier volume sorti le 4 avril 2007. Le dernier est paru le 2 novembre 2007. La version française est publiée par Kana avec un premier volume sorti le 06 février 2009, et un dernier volume paru le 03 juillet 2009.

### Liste des volumes
| no | Japonais         | Japonais          | Français       | Français          |
| no | Date de sortie   | ISBN              | Date de sortie | ISBN              |
| -- | ---------------- | ----------------- | -------------- | ----------------- |
| 1  | 4 avril 2007     | 978-4-08-874376-9 | 3 février 2009 | 978-2-5050-0531-5 |
| 2  | 4 juillet 2007   | 978-4-08-874388-2 | 6 mars 2009    | 978-2-5050-0534-6 |
| 3  | 4 septembre 2007 | 978-4-08-874416-2 | 7 mai 2009     | 978-2-5050-0569-8 |
| 4  | 2 novembre 2007  | 978-4-08-874437-7 | 3 juillet 2009 | 978-2-5050-0574-2 |